# Michael Pacher
Michael Pacher, född cirka 1435, död 1498, var en tysk målare och träsnidare.
Pacher var verksam huvudsakligen i Salzburg och Tyrolen. Han betecknade i Tyskland den sista gotiska stilutvecklingens höjdpunkt i den bildade konsten med de skurna figurerna i plastisk genombildning och de målade figurerna - sannolikt under inflytande från Andrea Mantegna, i sin perspektivbehandling. Pachers främsta arbete är det 1481 fullbordade altarverket i Sankt Wolfgangs kyrka, Övre Österrike, vars corpus föreställer Jungfru Marias kröning av himlakonungen. De dubbla flyglarna är smyckade med motiv ur Marialegenden.